# 蒙鲁日市政厅站
蒙魯日市政厅站（法語：Mairie de Montrouge）是巴黎地鐵的車站。蒙魯日市政厅站是巴黎地鐵4號線的車站，也是4號線首個現代化的車站，是4號線南延工程的一部分。蒙魯日市政厅站在2013年3月23日開通。

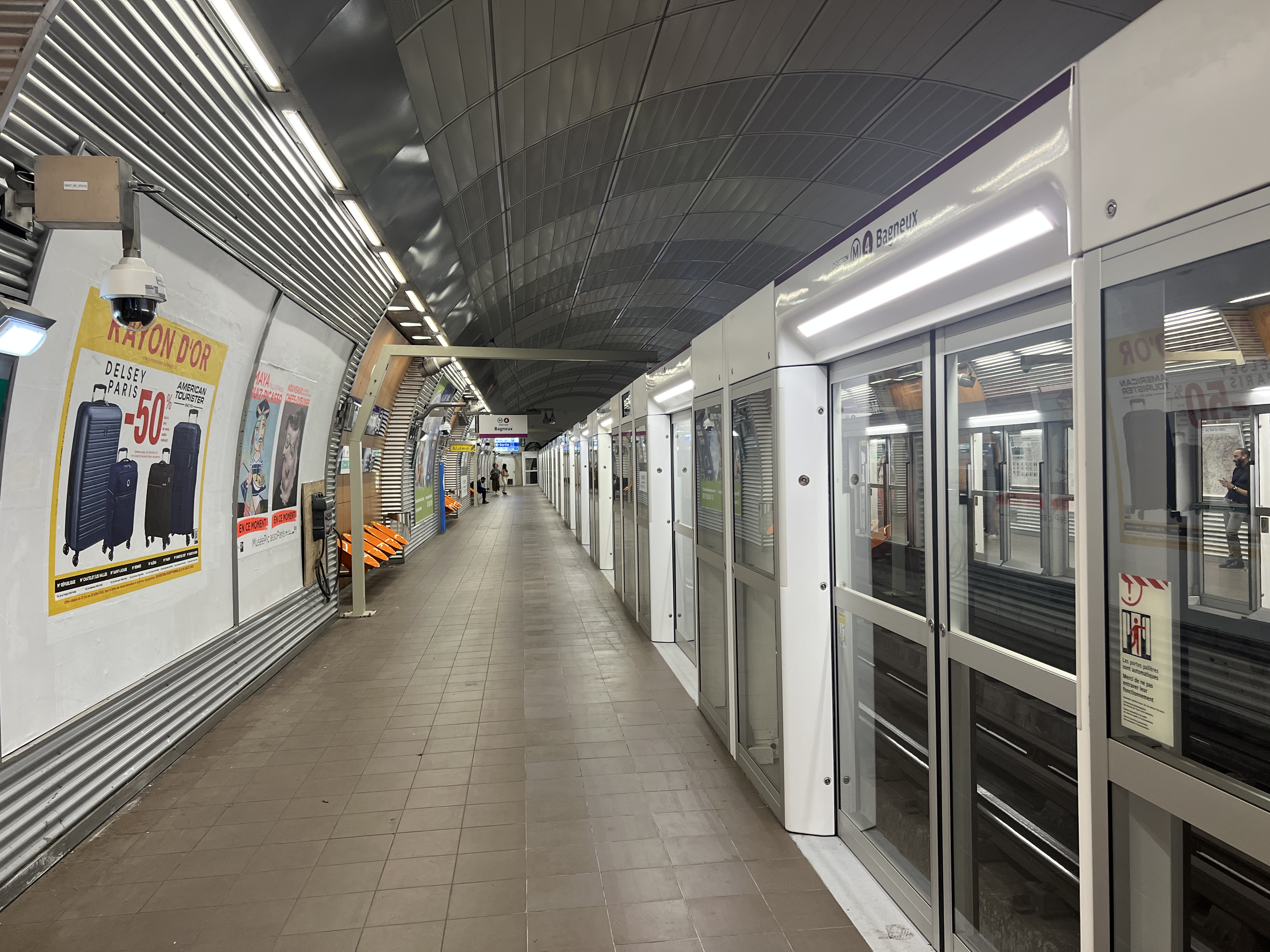
月台 (2022年7月)

## 車站結構
| 街道   |                    |                                |
| B1     | 月台連接夾層       |                                |
| 月台層 | 側式月台，右側開門 | 側式月台，右側開門             |
| 月台層 | 2號月台            | 往克利尼昂库尔门（奧爾良門）   |
| 月台層 | 1號月台            | 往巴涅-露西·奧布拉克（芭芭拉） |
| 月台層 | 側式月台，右側開門 |                                |